# Рамос, Гонсало
Гонсало Рамос Дефиминис (исп. Gonzalo Ramos Deféminis; род. 16 мая 1991, Монтевидео) — уругвайский футболист, атакующий полузащитник клуба «Суд Америка».

## Клубная карьера
Рамос — воспитанник клуба «Насьональ (Монтевидео)». 26 октября 2016 года в матче против столичного «Хувентуд Лас-Пьедрас» он дебютировал в уругвайской Примере. 7 ноября в поединке против «Дефенсор Спортинг» Гонсало забил свой первый гол за «Насьональ». В 2014 году он помог клубу выиграть чемпионат. Летом 2015 года Рамос перешёл в «Серро». 16 августа в матче против «Пеньяроля» он дебютировал за новую команду. 13 сентября в поединке против «Вилья-Тереса» Гонсало забил свой первый гол за «Серро».
В начале 2017 года Рамос перешёл в мексиканскую «Пуэблу». 26 января в матче Кубка Мексики против «Атласа» он дебютировал за новую команду.
Летом 2017 года в поисках игровой практики Рамос вернулся на родину, став игроком столичного «Феникса». 26 августа в матче против «Хувентуд Лас-Пьедрас» он  дебютировал за новую команду. В этом же поединке Гонсало забил свой первый гол за «Феникс». В начале 2018 года Рамос перешёл в столичный «Расинг». 11 февраля в матче против «Атенас» он дебютировал за новый клуб.

## Достижения
«Насьональ»
- Чемпионат Уругвая по футболу — 2014/15